# عطية (مسلسل)
عطية (بالتركية: Atiye) (بالإنجليزية: The Gift) مسلسل تركي فانتازي من بطولة بيرين سات، كتبه جيسون جورج ونوران أفرن شيث، ومقتبس من رواية صحوة العالم (بالتركية: Dünyanın Uyanışı) للروائية التركية شَنْ-غُل بويباش، وأخرجه أوزان آجكتان. ينقسم الموسم الأوّل إلى ثماني حلقات، وأصبح متاحًا للمشاهدة على منصة نتفليكس في 27 ديسمبر 2019، وهي الجهة المنتجة للعمل. الموسم الثاني صدر في 10 سبتمبر 2020. وسيتجدد للموسم الثالث والأخير.

## نبذة
بدأت عطية، وهي رسامة إسطنبولية، في مغامرة لاستكشاف أسرار عالمية حول موقع أثري يتصل بماضيها، وهو يقع جنوب مدينة الرها، يعرف اليوم باسم غوبكلي تبه.

## تمثيل
- بيرين سات: بدور عطية
- محمد جونسور: بدور أرهان
- متين آكدولغر: بدور أوزان
- ميليسا سينولسون: بدور جانسو
- باشاك كوكلوكايا: بدور سراب
- جيفان جانوفا: بدور مصطفى
- مرال جتينقايا: بدور زهرة
- هازال تورستان: بدور حنّة
- سيزمي باسكين: بدور أونَر
- تيم صيفي - سردار

## إنتاج
المسلسل من إنتاج شركة نتفليكس، وصُوّر في غوبكلي تبه وهو من أقدم المواقع البشرية، جنوب مدينة الرها المعروفة باسم أورفة، وأيضا في إسطنبول، أديامان، جبل نمرود.

## قائمة الحلقات
| الموسم | الحلقات | الحلقات | الأصلي         | الأصلي |
| الموسم | الحلقات | الحلقات | الأول          | الأخير |
| ------ | ------- | ------- | -------------- | ------ |
| 1      | 8       | 8       | 27 ديسمبر 2019 | سيُعلن  |
| 2      | 8       | 8       | 10 سبتمبر 2020 | سيُعلن  |

### الموسم الأول (2019)
| ر. الإجمالي | العنوان    | المخرج       | الكاتب                     | تاريخ الإصدار الأصلي |
| ----------- | ---------- | ------------ | -------------------------- | -------------------- |
| 1           | «الحلقة 1» | أوزان آجكتان | جيسون جورج                 | 27 ديسمبر 2019       |
| 2           | «الحلقة 2» | أوزان آجكتان | نوران أفرن شيت وفاتح أونال | 27 ديسمبر 2019       |
| 3           | «الحلقة 3» | أوزان آجكتان | نوران أفرن شيت وفاتح أونال | 27 ديسمبر 2019       |
| 4           | «الحلقة 4» | أوزان آجكتان | نوران أفرن شيت وفاتح أونال | 27 ديسمبر 2019       |
| 5           | «الحلقة 5» | أوزان آجكتان | نوران أفرن شيت وفاتح أونال | 27 ديسمبر 2019       |
| 6           | «الحلقة 6» | أوزان آجكتان | نوران أفرن شيت وفاتح أونال | 27 ديسمبر 2019       |
| 7           | «الحلقة 7» | أوزان آجكتان | نوران أفرن شيت وفاتح أونال | 27 ديسمبر 2019       |
| 8           | «الحلقة 8» | أوزان آجكتان | نوران أفرن شيت وفاتح أونال | 27 ديسمبر 2019       |

### الموسم الثاني (2020)
| ر. الإجمالي | العنوان    | المخرج         | الكاتب                        | تاريخ الإصدار الأصلي |
| ----------- | ---------- | -------------- | ----------------------------- | -------------------- |
| 9           | «الحلقة 1» | علي تانر بلطجي | نوران أفرن شيت                | 10 سبتمبر 2020       |
| 10          | «الحلقة 2» | علي تانر بلطجي | نوران أفرن شيت وعائشة أكبولوت | 10 سبتمبر 2020       |
| 11          | «الحلقة 3» | علي تانر بلطجي | نوران أفرن شيت وعلي أرجيفان   | 10 سبتمبر 2020       |
| 12          | «الحلقة 4» | بورجو ألب تكين | نرجس أوتلو أوغلو أك أوغلو     | 10 سبتمبر 2020       |
| 13          | «الحلقة 5» | بورجو ألب تكين | نوران أفرن شيت ومِريح أصلان    | 10 سبتمبر 2020       |
| 14          | «الحلقة 6» | بورجو ألب تكين | بيلين كارامحمد أوغلو          | 10 سبتمبر 2020       |
| 15          | «الحلقة 7» | جوكهان ترياكي  | نوران أفرن شيت وأتساي كوش     | 10 سبتمبر 2020       |
| 16          | «الحلقة 8» | جوكهان ترياكي  | نوران أفرن شيت                | 10 سبتمبر 2020       |

## وصلات خارجية
- عطية على موقع IMDb (الإنجليزية)
- عطية على موقع روتن توميتوز (الإنجليزية)
- عطية على موقع نتفليكس (الإنجليزية)
- عطية على موقع كينوبويسك (الروسية)
- عطية على موقع قاعدة بيانات الفيلم (الإنجليزية)
- الموقع الرسمي
- The Gift  في قاعدة بيانات الأفلام على الإنترنت (بالإنجليزية)